# 荒井千津子
荒井 千津子（あらい ちづこ、1946年3月6日 - ）は、日本の元女優、歌手。 東京都荒川区尾久出身。 松竹に所属していた。

## 人物
- 身長：165cm、体重：50kg。
- 昭和学院高等学校を1965年に卒業。
- 父親はカメラ店を経営していた。

## 主な出演

### 映画
- 愛・その奇跡 （1964年12月12日） 看護婦水野役
- 顔を貸せ （1966年2月19日） チコ役
- 東京無宿 （1966年5月14日） 照子役
- 空いっぱいの涙 （1966年5月21日） 令嬢B役
- 熱い血の男 （1966年7月1日、松竹大船） 泉マリ役
- 日本一のマジメ人間 （1966年12月10日） マヤ役
- シンガポールの夜は更けて （1967年1月2日） さゆり役
- 白昼の惨殺 （1967年2月11日） 女秘書役
- 恋をしようよ カリブの花 （1967年3月11日） ミサ役
- さそり （1967年5月13日） ミニスカートの女役
- 恋のメキシカンロック 恋と夢と冒険 （1967年8月19日、松竹大船） 小西礼子役
- 激流 （1967年8月19日） 真理子役
- 進め!ジャガーズ 敵前上陸 （1968年3月30日、松竹大船） 女殺し屋レッド役
- いれずみ無残シリーズ

1. いれずみ無残 （1968年4月13日、松竹大船） 主演・和島小夜役
2. 新・いれずみ無残 鉄火の仁義 （1968年5月31日、松竹大船） 主演・梶本秋子役
3. 新宿そだち （1968年9月4日、松竹大船） 主演・柴山よしみ役

- めくらシリーズ

1. 女めくら 花と牙 （1968年10月12日、松竹大船） 主演・夕子（本名：宗秀蓮）役
2. めくらのお市物語 真赤な流れ鳥 （1969年3月15日、京都映画） 釣り独楽のお文役

### スチル広告
- コカ・コーラ

## ディスコグラフィ

### シングル
- ふうてんブルース　c/w　バカな涙と云わないで （1967年）
- 終りのブルース　c/w　男と女のなぎさ （1969年）